# Brusly, Louisiana
Brusly, Louisiana (енгл. Brusly) град је у америчкој савезној држави Луизијана.

## Демографија
По попису из 2010. године број становника је 2.589, што је 569 (28,2%) становника више него 2000. године.
| Група             | 2000.         | 2010.         |
| Белци             | 1.458 (72,2%) | 1.873 (72,3%) |
| Афроамериканци    | 520 (25,7%)   | 615 (23,8%)   |
| Азијати           | 3 (0,1%)      | 6 (0,2%)      |
| Хиспаноамериканци | 18 (0,9%)     | 65 (2,5%)     |
| Укупно            | 2.020         | 2.589         |